# Efferia pernicis
Efferia pernicis là một loài ruồi trong họ Asilidae. Efferia pernicis được Coquillett miêu tả năm 1893. Loài này phân bố ở vùng Tân Bắc giới.